# الحرية (الدقهلية)
قرية الحرية هي إحدى القرى التابعة لمركز دكرنس في محافظة الدقهلية في جمهورية مصر العربية. حسب إحصاءات سنة 2006، بلغ إجمالي السكان في الحرية 6048 نسمة، منهم 3116 رجل و2932 امرأة.